# Umberto I da Pirovano
 (mai 2024).
Si vous disposez d'ouvrages ou d'articles de référence ou si vous connaissez des sites web de qualité traitant du thème abordé ici, merci de compléter l'article en donnant les références utiles à sa vérifiabilité et en les liant à la section « Notes et références ».
Umberto I da Pirovano, aussi connu sous les noms d'Uberto ou d'Oberto (Né à Milan à une date inconnue et mort à Bénévent le 27 mars 1166), est un archevêque catholique et homme politique italien.

## Biographie
Umberto I est le premier archevêque parmi les nombreux que la famille Pirovano, patricienne milanaise, peut revendiquer sur la chaire épiscopale de Milan.
Le 22 janvier 1146, Oberto da Pirovano est nommé archevêque de Milan. Parmi ses principaux objectifs initiaux, il y a celui de renforcer les liens traditionnels avec le monde monastique. Au cours de ses vingt années de règne, il accorde des diplômes aux monastères de San Dionigi (it) (1146), San Simpliciano (1147) et Sainte Ambroise (1148), tous présents à Milan. De plus, il reconnaît aux moines de Sainte Ambroise des privilèges qu'ils revendiquent depuis plusieurs années sur la base d'un faux diplôme attribué à l'archevêque Tadone de Milan (it) (860-868).
Sous sa régence épiscopale, les hôpitaux de la ville sont soumis uniquement à l'institution ecclésiastique, et il se préoccupe également de prendre soin du secteur laïque, en valorisant la figure des juristes.
Dans la lignée de ces réformes, le 13 mars 1147, l'archevêque Umberto I approuve l'accord entre Gallizio, prévôt de la Basilique de Sant'Eustorgio, et Graziano, Maître de l'Hôpital de Sant'Eustorgio, également appelé de Santa Fede ou de San Barnaba : selon cet accord, l'hôpital est placé sous la dépendance du prévôt avec le monastère de San Barnaba al Gratosoglio. Cette structure hospitalière se trouve à l'endroit où, à des époques ultérieures, a été érigée l'église de Santa Maria delle Veteri.
L'année suivante, il affilie l'église de Santa Maria del Circolo au monastère de San Maurizio, toujours à Milan, tandis qu'en janvier 1152, il établit par décret que les églises de San Pietro et Santo Stefano continuent de dépendre de l'église de Sant'Eustorgio, à qui elles avaient déjà été concédées par l'archevêque Anselmo III da Rho (it), précisant également que le prévôt de la Basilique de Sant'Eustorgio jouirait du privilège de retenir les dîmes de Santo Stefano à Brera.
En mars 1152, Frédéric III de Souabe est élu roi d'Allemagne sous le nom de Frédéric Ier ; un an plus tard, il convoque un Reichstag à Constance, dans le but de renforcer l'autorité impériale, ce qui le met immédiatement en conflit avec la puissante ville de Milan et quelques années plus tard avec le Saint-Siège. Il descend en Italie à plusieurs reprises avec ses troupes, en 1154-1555, 1158-1162, 1163-1164, 1166-1167, 1174-1177. En 1154 et en 1158, il réaffirme ses droits et pouvoirs lors du Reichstag de Roncaglia, près de Plaisance.
Le 7 septembre 1158, pour libérer la ville de Milan du siège et de l'excommunication que l'empereur Frédéric Barberousse lui a imposés pour son infidélité, l'archevêque Umberto se rend en procession, pieds nus avec le reste du clergé et tous les nobles, auprès de l'empereur. Milan doit néanmoins se rendre, acceptant de soumettre au consentement impérial la nomination de ses consuls.
Le 7 septembre 1159, à la mort du pape Adrien IV, la majorité des cardinaux élisent Alexandre III, hostile à l'empereur comme son prédécesseur. Soutenue par Frédéric, la minorité élit l'antipape Victor IV (après lui, Frédéric soutiendra contre Alexandre III les antipapes Pascal III et Calixte III). Par conséquent, et se souvenant de l'échec de l'année précédente, l'archevêque, avec le cardinal d'Alexandrie Giovanni, excommunie l'empereur et l'antipape.
Cet événement est suivi d'une excommunication par Victor IV (19 juin 1161) lors du Concile de Lodi, qui vise l'archevêque Umberto I, les consuls de Milan et les évêques de Plaisance et de Brescia.
Après près d'un an de siège, le 10 mars 1162, Milan est contrainte de se rendre à l'empereur Frédéric, qui commence immédiatement sa destruction. Le 18 mars 1162, informé de la venue du pape Alexandre III à Gênes, Umberto I se rend auprès de lui pour chercher une alliance valide, qui le récompensera largement, permettant ainsi à l'archevêque de Milan de siéger aux côtés du pontife lors du nouveau concile de Tours.
Umberto I da Pirovano mourra le 27 mars 1166 à Bénévent, où il s'était rendu une fois de plus en visite au Pape qui s'y trouvait pour une visite pastorale dans les possessions de l'État pontifical. Il ne réussit pas à voir la reconstruction de Milan, qui débutera en avril 1167 sous son successeur.
Il est incertain si, au cours de sa carrière ecclésiastique, il a réussi à obtenir la pourpre cardinalice, ce qui semblerait possible étant donné l'importance de son rôle au service de l'Église, mais à ce jour, aucun document ne le prouve. Dans le cas où sa nomination de cardinal serait considérée comme valide, il pourrait être cet Uberto élu vers 1159 au titre de Sainte-Prisque.

## Vori aussi